# فيليو كويو
فيليو كويو (Viljo Kojo؛ كاوكولا، 13 ديسمبر 1891 - هلسنكي، 21 أبريل 1966) كاتب وفنان فنلندي.
بعد المدرسة العليا درس كويو في المدرسة المركزية للفنون والتصميم 1911-1912 ومدرسة الرسم بجمعية الفن الفنلندية 1912-1914. انتمى كويو كالفنان توكو سالينن إلى مجموعة نوفمبر التعبيرية.
عمل كويو محرراً بصحيفة كاريالا في فيبوري بين عامي 1925-1940.
جرب فيليو كويو كهوغو يالكانن أحد نماذج الشعر الحر الأولى بمجموعة «ريح الصباح» (Aamutuuli). كتب كويو روايات بوهيمية عن أصدقاءه الفنانين، وروايات تقع معظمها بأجواء كاكيسالمي بعناوين كاريلية.

## روابط خارجية
- فيليو كويو على موقع ميوزك برينز (الإنجليزية)
- فيليو كويو على موقع أول ميوزيك (الإنجليزية)
- فيليو كويو على موقع ديسكوغز (الإنجليزية)